# Харлу (платформа)
Ха́рлу (фін. і карел. Harlu) — зупинний пункт на Залізничний перегін Янисъярви ― Ляскеля лінії Янісъярві ― Людейне Поле.